# Grüne Samtschnecke
Die Grüne Samtschnecke (Elysia viridis) ist eine im Meer lebende Art aus der Gattung Elysia in der Familie Placobranchidae aus der Unterordnung der Schlundsackschnecken (Sacoglossa) aus der Ordnung der Hinterkiemerschnecken (Opisthobranchia).

## Beschreibung
Elysia viridis hat einen langgestreckten Körper mit einem Paar Kopftentakeln und zwei aus dem Körper heraustretenden (an Flügel erinnernden) Kiemen-Fortsätzen auf dem Rücken der hinteren 2/3 des Körpers. Die Schnecke erreicht eine Länge von bis zu 3 cm, bleibt jedoch häufig deutlich kleiner.
Der Körper ist grün, wobei die Farbe von hellgrün über dunkelgrün bis dunkelbraungrün oder schwarzgrün variieren kann und weist helle Punkte von grüner, blauer oder roter Farbe auf – die Oberfläche erscheint eine samtartige Beschaffenheit zu haben.

## Verbreitung
Elysia viridis kommt im Mittelmeer und Atlantik sowie in der Nordsee und der westlichen Ostsee (etwa bis zur Beltsee) vor.

## Lebensweise
Elysia viridis kommt bereits in der geringen Tiefe des Flachwassers vor, wo sie auf Algen, mit Algen bewachsenem Hart- oder Weichgrund sowie Seegras lebt. Sie weidet Algen ab; dabei werden Algenzellen (bzw. die Chloroplasten) nicht verdaut, sondern betreiben in dem Körper der Schnecke weiterhin Photosynthese (siehe Kleptoplastie), was zu der grünen Farbe der Schnecke führt. Hierdurch ist es der Schnecke (je nach dem Lichteinfall) möglich, für mehrere Monate ohne Nahrung auszukommen – eine Eigenschaft, die nur bei Arten der Gattung Elysia vorkommt.
Elysia viridis ist Hermaphrodit.